# Джулиард
„Джулиард“ (на английски: Juilliard School) е висше училище в Ню Йорк, САЩ, където се обучават студенти по драма, танц и музика.
Основано е през 1905 г., главно поради това, че по онова време в САЩ няма висше музикално училище и много студенти отиват да учат музика в Европа.
Училището носи името на Огъстъс Джулиард, търговец с любов към изкуствата, който прави щедри дарения за основаване на училището и съответната фондация.
Някои по-известни възпитаници на училището са:
- Вал Килмър
- Робин Уилямс
- Дейвид Гарет
- Mайлс Дейвис.